# Truncatella californica
Truncatella californica is een slakkensoort uit de familie van de Truncatellidae. De wetenschappelijke naam van de soort is voor het eerst geldig gepubliceerd in 1857 door Pfeiffer.